# Egle cyrtacra
Egle cyrtacra är en tvåvingeart som beskrevs av Fan och Wang 1982. Egle cyrtacra ingår i släktet Egle och familjen blomsterflugor. Inga underarter finns listade i Catalogue of Life.